# Deflussore
Il  deflussore in campo medico, è uno strumento composto da un tubo che permette la somministrazione di un dato farmaco al paziente. 

## Composizione
Il tubo, molto lungo e assottigliato, è composto di plastica. Nella fleboclisi viene collegato da un lato al flacone contenente il farmaco o la soluzione da somministrare al paziente; dall'altro lato il deflussore si connette solitamente ad un ago infisso in una vena (solitamente del braccio) del paziente. 
Il deflussore è composto da 4 parti:
- Baionetta: una piccola punta con la quale si perfora l'apposta chiusura del flacone;
- Camera di gocciolamento: con il quale si osserva la discesa del liquido, per verificare il corretto funzionamento del dispositivo;
- Morsetto: è un piccolo dispositivo che serve a regolare il passaggio del liquido e quindi a diminuire o ad aumentarne il flusso, solitamente la sua forma è di una piccola rotellina;
- Connettore: alla cui estremità si collega un ago e con la quale si penetra una vena della persona, collega quindi la persona allo strumento permettendo la somministrazione.